# Liste der Bischöfe und Erzbischöfe von Nidaros

## Frühe Bischöfe von Nidaros
1. 1015:     Sigurd III.
2. Grimkjell
3. Jon
4. Rudolf
5. 1028–1030:   Sigurd IV.
6. Ragnar
7. Kjetil
8. Åsgaut
9. Sigurd V.
10. Tjodolf
11. 1070:     Sigurd VI., Benediktiner
12. 1080:     Adalbrikt
13. -1139:    Simon
14. 1140:     Ivar Kalfsson (Skrauthanske)
15. 1140–1151:   Reidar

## Erzbischöfe von Nidaros
1. 1152/53–1157: Jon Birgisson
2. 1161–1188:     Øystein Erlendsson
3. 1189–1205:     Eirik Ivarsson
4. 1206–1214:     Tore Gudmundsson
5. 1215–1224:     Guttorm
6. 1225–1226:     Peter Brynjulfsson
7. 1227–1230:     Tore Den Trøndske
8. 1231–1252:     Sigurd Eindridesson Tafse
9. 1253–1254:     Sørle
10. 1255–1263:     Einar Smjørbak Gunnarsson
11. (1263–1265):   Einar (vom Papst 1265 verworfen)
12. 1267:               Håkon
13. 1268–1282:     Jon Raude
14. 1288–1309:     Jørund
15. 1311–1332:     Eiliv Arnesson korte
16. 1333–1346:     Pål Bårdsson
17. 1346–1349:     Arne Vade Einarsson
18. 1350–1370:     Olav
19. 1371–1381:     Trond Gardarsson
20. 1382–1386:     Nicolas Rusare Jacobsson
21. 1387–1402:     Vinald Henriksson
22. 1404–1428:     Eskill
23. 1430–1450:     Aslak Harniktsson Bolt
24. 1452–1458:     Henrik Kalteisen
25. 1459–1474:     Olav Trondsson
26. 1475–1510:     Gaute Ivarsson
27. 1510–1522:     Erik Axelsson Valkendorf
28. 1523–1537:     Olav Engelbrektsson (letzter Erzbischof)

## Evangelische Bischöfe von Nidaros
1. 1546 – 1548:     Torbjørn Bratt
2. 1549 – 1578:     Hans Gaas
3. 1578 – 1595:     Hans Mogenssøn
4. 1596 – 1617:     Isak Grønbech
5. 1618 – 1622:     Anders Arrebo
6. 1622 – 1642:     Peder Skjelderup
7. 1643 – 1672:     Erik Bredal
8. 1672:                 Arnold de Fine
9. 1673 – 1678:     Erik Eriksen Pontoppidan der Ältere
10. 1678 – 1688:     Christopher Hanssen Schletter
11. 1689 – 1731:     Peder Krog
12. 1731 – 1743:     Eiler Hagerup der Ältere
13. 1743 – 1748:     Ludvig Harboe
14. 1748 – 1758:     Frederik Nannestad
15. 1758 – 1773:     Johan Ernst Gunnerus
16. 1773 – 1789:     Marcus Fredrik Bang
17. 1788 – 1803:     Johan Christian Schønheyder
18. 1804 – 1842:     Peder Olivarius Bugge
19. 1843 – 1849:     Hans Riddervold
20. 1849 – 1860:     Hans Jørgen Darre
21. 1861 – 1883:     Andreas Grimelund
22. 1884 – 1892:     Niels Laache
23. 1892 – 1905:     Johannes Nilssøn Skaar
24. 1905 – 1909:     Vilhelm Andreas Wexelsen
25. 1909 – 1923:     Peter W. K. Bøckman, Sr.
26. 1923 – 1928:     Jens Gran Gleditsch
27. 1928 – 1942:     Johan Nicolai Støren
28. 1945 – 1960:     Arne Fjellbu
29. 1960 – 1979:     Tord Godal
30. 1979 – 1991:     Kristen Kyrre Bremer
31. 1991 – 2008:     Finn Wagle
32. 2008 – 2017:     Tor Singsaas
33. 2017 –         :      Herborg Finnset

## Präsesbischof in Nidaros
Nachdem der Vorsitz der Bischofsversammlungen (Biskemøte) der Norwegischen Kirche seit dem 19. Jahrhundert bei einem der Bischöfe der elf Bistümer gelegen hatte, wurde 2010 für diese Funktion das Amt eines festen Präses der Bischofsversammlung als zwölftes Bischofsamt geschaffen, das den Erzbischofsämtern der Evangelischen Kirchen Schwedens und Finnlands entspricht und sich den Nidarosdom mit dem Bischof des Stiftes Nidaros teilt. Dieses Amt wurde bis 2012 vom Staatsrat (Statsråd) besetzt: 
- 2011 – 2020: Helga Haugland Byfuglien
- 2020 –     : Olav Fykse Tveit